# Флаг сельского поселения Степаньковское
Флаг сельского поселения Степанько́вское — официальный символ сельского поселения Степаньковское Шаховского муниципального района Московской области Российской Федерации.
Флаг утверждён 21 августа 2008 года и внесён в Государственный геральдический регистр Российской Федерации с присвоением регистрационного номера 4261.
Флаг сельского поселения Степаньковское составлен на основании герба сельского поселения Степаньковское по правилам и соответствующим традициям вексиллологии и отражает исторические, культурные, социально-экономические, национальные и иные местные традиции.

## Описание
«Прямоугольное белое полотнище с соотношением ширины к длине 2:3 несущее вдоль нижнего края красную, мурованную жёлтым полосу шириной 2/9 ширины полотнища; в середине белой полосы — зелёный лавровый венок, внутри которого в красном поле — белая развёрнутая книга с лежащим вертикально золотым пером».

## Обоснование символики
Древнее село Волочаново (теперь деревня) как и многие окрестные деревни (Борисовка, Малинки и другие) принадлежало графам Шереметевым. Лавровый венок, подобный венку из герба Шереметевых, символизирует память об этом роде. Венок — символ почёта, славы, сплочённости. Сельское поселение Степаньковское состоит из многих деревень, что символически отражено на флаге поселения листьями составляющими единый венок. Наиболее крупными деревнями поселения считаются Степаньково и Муриково.
Деревня Муриково знаменита тем, в конце XVI века в ней жили мастера каменного дела, изготавливающих из камней печи и стены (по Далю: «муръ» — стена, мурованый дом — каменный). Мурованная (каменная) часть полотнища гласно указывает на название деревни и напоминает о профессии его жителей. Мурованная стена символизирует защиту жителей поселения от внешних невзгод, а также аллегорически показывает, что сельское поселение расположено на западной границе Московской области. Мурованная стена внизу флага — фундамент, надёжность, развитие.
Жители Степаньковского поселения гордятся своим земляком писателем-самородком Сергеем Терентьевичем Семёновым (1868—1922), родившимся в деревне Андреевское. Творчество Семёнова ценили классики русской и мировой литературы Л. Н. Толстой, А. П. Чехов, М. Горький.
Развёрнутая книга на флаге поселения увековечивает память о С. Т. Семёнове, а золотое перо — символ мастерства описания крестьянской жизни. Символика пера многозначна:
 — символ вдохновения (в том числе поэтического);
 — символ умиротворения, спокойствия духа;
 — символ вознесения.
Красный цвет — символ мужества, жизнеутверждающей силы и красоты, праздника, труда.
Зелёный цвет символизирует весну, здоровье, природу, надежду.
Жёлтый цвет (золото) — символ высшей ценности, величия, великодушия, богатства, урожая.
Белый цвет (серебро) — символ чистоты, совершенства, мира и взаимопонимания.